# Gigant des Grauens
Gigant des Grauens (Originaltitel: War of the Colossal Beast) ist ein US-amerikanischer Science-Fiction-Film von Bert I. Gordon aus dem Jahr 1958. Es ist die Fortsetzung von Der Koloß (1957).

## Inhalt
Joyce Manning, die Schwester von Oberstleutnant Glenn Manning, ist überzeugt, dass ihr Bruder seinen Sturz vom Boulder Dam überlebt hat. Zusammen mit Major Mark Baird und dem Wissenschaftler Dr. Carmichael geht Joyce nach Mexiko, um nach Glenn zu suchen, und sie stellt fest, dass er tatsächlich überlebt hat, aber durch seine Verletzung entstellt ist. Manning wird schließlich gefangen genommen. Die Armee setzt ihn unter Drogen und bringt ihn in die USA zurück. Er kann wieder fliehen und tobt durch Los Angeles und Hollywood. Er tötet fast einen Schulbus voller Kinder. Joyce redet mit ihm und er kommt langsam wieder zur Besinnung. Als Manning nun erkennt, was aus ihm geworden ist und was er getan hat, begeht er Selbstmord, indem er sich auf Hochspannungsleitungen in der Nähe des Griffith Observatory einen Stromschlag zufügt.

## Produktion
Gigant des Grauens wurde von Bert I. Gordon produziert und geschrieben und gemeinsam mit Samuel Z. Arkoff produziert. Obwohl das meiste davon in Schwarzweiß gedreht wurde, wurde das Ende für die Stromschlagszene in Farbe gedreht und in Schwarzweiß nachbearbeitet. Die Produzenten entschieden, das sehr schwere Make-up von Dean Parkin zu verwenden, um die Tatsache zu verschleiern, dass ein anderer Schauspieler Colonel Manning spielte.

## Kritik
Die zeitgenössischen Filmfan-Historiker Kim R. Holston und Tom Winchester stellten fest, dass der Film ein Low-Budget mit Bert Gordon an der Spitze war, daher sind die Spezialeffekte nicht überraschend durchschnittlich. Man weiß immer, dass der "Riese" separat gefilmt wurde und mit anderen Aufnahmen gemischt wurde".